# Міхаель Вольгемут
Міхаель Вольгемут (нім. Michael Wolgemut; 1434 — 30 листопада 1519) — німецький художник, гравер і різьбяр по дереву. Представник Нюрнберзької школи живопису. Відомий як перший вчитель малювання Альбрехта Дюрера.

## Життєпис
Походив з родини митців. Син художника Валентина Вольгемута та його дружимни Ганни. Народився 1434 року в Нюрнберзі. Спочатку навчався у батька, спільно з яким виконував замовлення місцевих бюргерів. Після цього був учнем Габріеля Англера з Мюнхена. Потім став працювати в майстерні Ганса Плейденвурфа, ймовірно після смерті батька, що сталася 1469 або 1470 року.
Відомо, що а початку 1471 року працював з Габріелем Малескірхером у Мюнхені. Але залишив місто, після того, як невдало подав до суду на дочку Малескірхера за порушення договору, стверджуючи, що вона розірвала їх заручини. Близько 1473 року повернувся до майстерні свого покійного батька в Нюрнберзі, яку підтримувала його мати. Оженився на удові Ганса Плейденвурфа, ставши також власником його майстерні.
1486 року взяв собі за учня Альбрехта Дюрера, навчання якого тривало до 1489 року. З 1491 року став працювати разом з пасорбком Вільгельмом Плейденвурфом, з яким поділив управління майстернею Плейденвурфів. У 1494 році після смерті останнього повністю перебрав володіння цією майстернею.
З 1508 року невідомо про якісь замовлення, що виконував Вольгемут. Тому вважається, що останні 10 років життя відійшов від справ. Помер 1519 року в Нюрнберзі.

## Творчість
Наслідував технікам фламандського живопису. Це відбилося у тонкості виконання, почутті. Форми, як правило, кутові, типи досить рівномірні та часом надмірні.
Є автором багатьох різьблених вівтарів. Найвидатнішими є розпис 4 панелей із зображеннями історії Христа 1465 року (Пінакотека, Мюнхен), вівтар собору Діви Марії в Цвіккау із сценами з юності та Страстей Христових (1479 рік, за цю роботу отримав 1400 гульденів), вівтар Перінгсдорфера (Фріденскірхе, Нюрнберг) з 8 святими чоловіками і жінками та сценами з легенди про святого Віта.
У 1490—1493 роках спільно з Вільгельмом Плейденвурфом здійснив 1809 ілюстрацій для «Нюрнберзької хроніки». Попередньо для цього з дереваробив різьбляні форми.
Виконував замовлення Фрідріха III Веттіна, курфюрства Саксонії, з оформлення його палаца у Віттенберзі, але ця робота була втрачена під час Другої світової війни.
1501 року зробив роспись зала ратуши в Госларі, де також зображено та фігури імператорів та сивілл на стінах. Втім останні можливо належать Майстру Госларських Сивілл.
Останню відомою робою став розпис вівтаря Швабаської міської церкви Іоанна Хрестителя і Св. Мартина в 1508 році.